# Copromyxella
Copromyxella — рід грибів родини Copromyxaceae. Назва вперше опублікована 1978 року.

## Класифікація
До роду Copromyxella відносять 4 види:
- Copromyxella coralloides
- Copromyxella filamentosa
- Copromyxella silvatica
- Copromyxella spicata